# Привилегия на академию
Академическая привилегия, или «Привилегия на Академию» — учредительный документ первого высшего учебного заведения Славяно-Греко-Латинской Академии, составленный в 1678 году. Привилегия не только учреждала Академию, но и предоставляло ей академические свободы, право на цензурные и даже полицейские функции, предоставляло ей право на юрисдикцию трибунала по делам христианской веры.

## Предоставление привилегий
Как правило в западноевропейских университетах средних веков «привилегии» подтверждали и закрепляли определенные права университетов, к примеру: право выдавать дипломы и присваивать признаваемые ученые степени, права на академические свободы, гарантировали корпорации ученых определенные материальные условия, предоставляли судебный иммунитет, освобождали от подотчетности органам власти. Как правило Привилегии предоставлялись Папой Римским или правителем того или иного государства.
В России единственной Привилегий была Привилегия на Славяно-греко-латинскую академию. Киевской академии были выданы, аналогичные Привилегии, грамоты царем Петром Алексеевичем в 1694 и 1701 гг. Академия художеств в Санкт-Петербурге была учреждена через «Проект об учреждении…», для Академического университета в Санкт-Петербурге привилегия была оформлена уже в виде «Положения об университете».

## История
В 1682 году российскому царю Феодору Алексеевичу была предоставлена, созданная в 1678 году, так называемая «Привилегия на Академию», в которой описывалось структура первого высшего учебного заведения России, а также её место в системе российского образования.
«Привилегия на Академию» считается учредительным документом Славяно-Греко-Латинской Академии (1687).
Автором «Привилегии на Академию» считается просветитель Симеон Полоцкий.
Однако, окончательная редакция «Привилегии на Академию» была составлена его учеником и ближайшим соратником Сильвестром Медведевым.
Медведев, вручая привилегию царевне Софье, о её написании выражается очень неопределенно: «Академии привилий тебе вручаю, Иже любезным ти братом создан есть. Повелением чинно написан есть».

## Текст Академической привилегии
Выдержки из текста.
«А по совершении свободных учений имуть быти милостивно пожалованы в приличные чины их разуму, и наше царское особое восприимут, яко мудрые, щедре милосердие. А не научащихся свободным учениям, всяких чинов людей, детей их, разве благородных, в наши государские чины, в стольники, в стряпчие и в прочие, в ня же от нас великого государя жалуются благородные ни за какие дела, кроме умения и явственных на войнах и в иных государственных, нашия государские части ко умножению и государства к расширению соделаний, не допущати.»
— Привилегией устанавливалось, что Академия готовит государственных служащих. Выпускникам Академии, по завершении обучения, присваивались государственные чины в соответствии с их способностями.
Также Привилегией устанавливалось возможность обучения в Академии иностранцев:
«Иже имут, из разных стран, в наше царствие, разных вер и ересей ученые свободных наук люди приезжати ради каких-нибудь вин и восхощут в нашем царствии жити: и оных в вере рассмотрения силу даем блюстителю училищ от нас устроенных, и учителем, и свидетельство от них даяти; и кто по их свидетельству каковыя за своя науки чести, или жалования, или достоинства годен, и тем по их свидетельству совершати»
Кроме того, согласно Привилегии, Академии передавалась на вечное пользование государственная библиотека:
«Государственную нашу вивлиофику в сохранение предаем блюстителю училищ со учительми, и оной нашей вивлиофики при том нашем училище вечно быти утверждаем.»